# Yaka (grup humà)
Els yaka són un grup ètnic del sud-est de la República Democràtica del Congo i d'Angola. Són un 1.600.000 persones. Viuen al bosc i a la sabana entre el riu Cuango i el riu Wamba. És un poble molt artístic. Molts dels seus costums religiosos i culturals transcendeixen les fronteres ètniques i són compartits pels suku i els lundes.

## Història
La seva tradició oral afirma que van emigrar al nord-oest a la seva ubicació actual des de la regió de Lunda al segle xvi. Els colons portuguesos els anomenaren jagas, i el seu nom podria derivar del verb kikongo yaka, que vol dir 'agafar, prendre', en referència als invasors del Regne del Congo. Del segle xvii ençà, els portuguesos faran servir la paraula jagas per a referir-se a qualsevol poble desarrelat i vagabund, encara que pacífic, en les seves colònies.
Els yaka són una societat matrilineal que inclou el llinatge patrilineal com a cognom. Les seves viles tenen caps, que estan reconeguts pel govern del Congo com a càrrec polític.
La seva religió tradicional té el concepte de Ndzambyaphuungu, o un Déu creador que viu al cel, però aquest no forma pas part de les seves celebracions o rituals. Les pràctiques i cerimònies religioses es dirigeixen directament als bambuta, esperits dels avantpassats, i aquests també formen part dels balls de curació durant les malalties.
Els yaka conreen moniatos, iuca i dacsa com a principal font d'aliment i la suplementen amb peix i carn de caça. Tradicionalment cacen amb ajuda de gossos. En els temps actuals també són treballadors emigrants a les àrees urbanes.

## Art

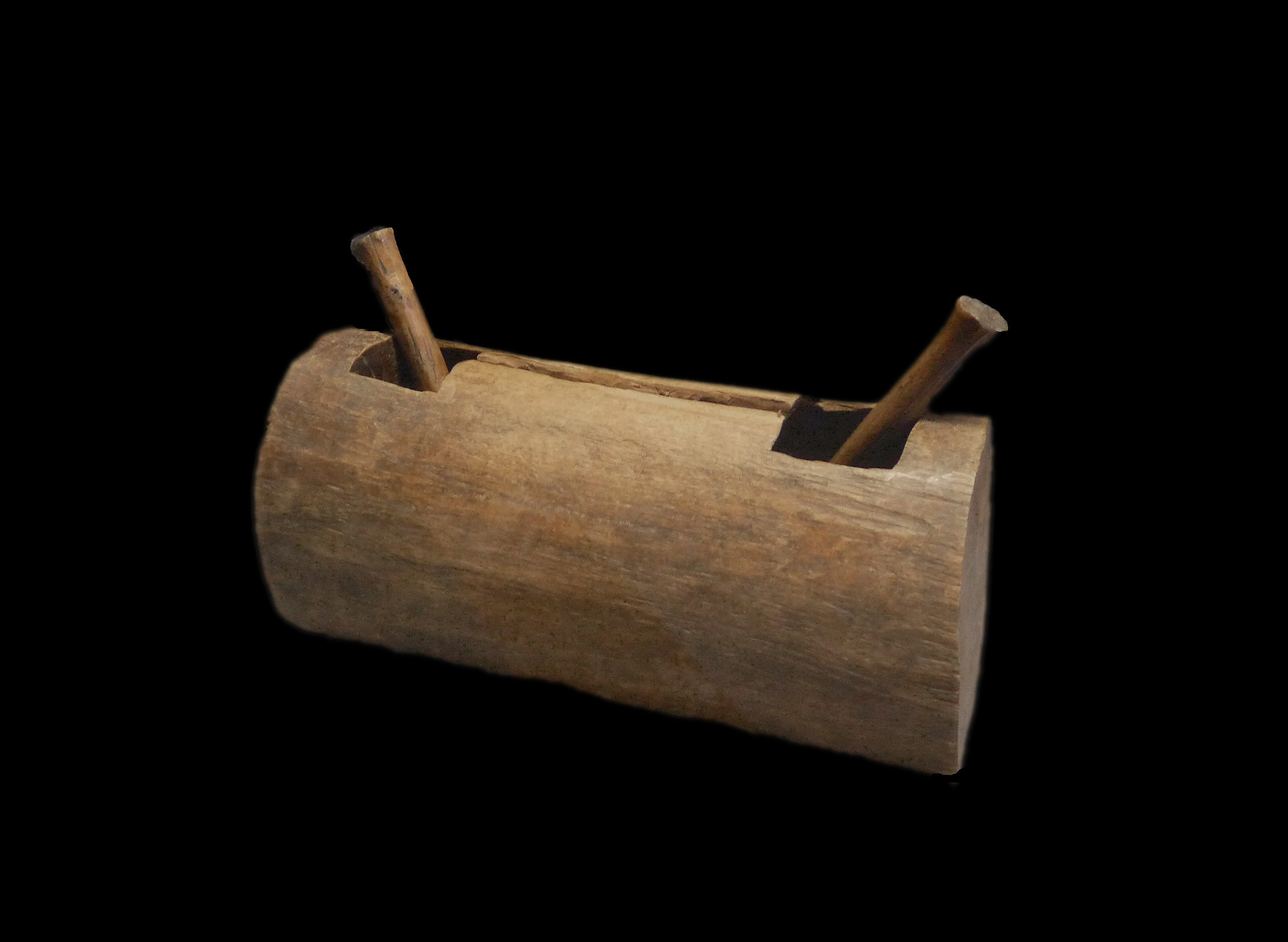
Tambor d'escletxa

Els yaka destaquen per les seves arts i artesania. Fan estàtues, retrats, màscares, eines per a cuinar; construeixen, cacen, pesquen o toquen música amb instruments com el tambor. Les màscares eren usades en algunes cerimònies com la circumcisió, la iniciació, el naixement d'un nen o nena, les noces o els enterraments. Són d'estils variats segons l'ús i els detalls de cada màscara solen incorporar missatges importants. Les escultures anomenades Mbwoolo i els tambors tallats anomenats Mukoku són famosos i usats en danses rituals.